# Estádio Geraldo Oliveira
O Estádio Geraldo Oliveira, mais conhecido como Geraldão, é um estádio de futebol situado na cidade de Cristinápolis, no estado de Sergipe. É utilizado para jogos de mando de campo do Botafogo Associação Sergipana de Futebol. Tem capacidade para 2.000 pessoas.